# Lily Williams (cyclisme)
Pour les articles homonymes, voir Lily Williams et Williams.
Lily Williams, née le 24 juin 1994 à Tallahassee, est une coureuse cycliste américaine. 
Spécialiste des épreuves d'endurance sur piste, elle est notamment championne olympique de poursuite par équipes en 2024 et championne du monde de la discipline en 2020.

## Biographie

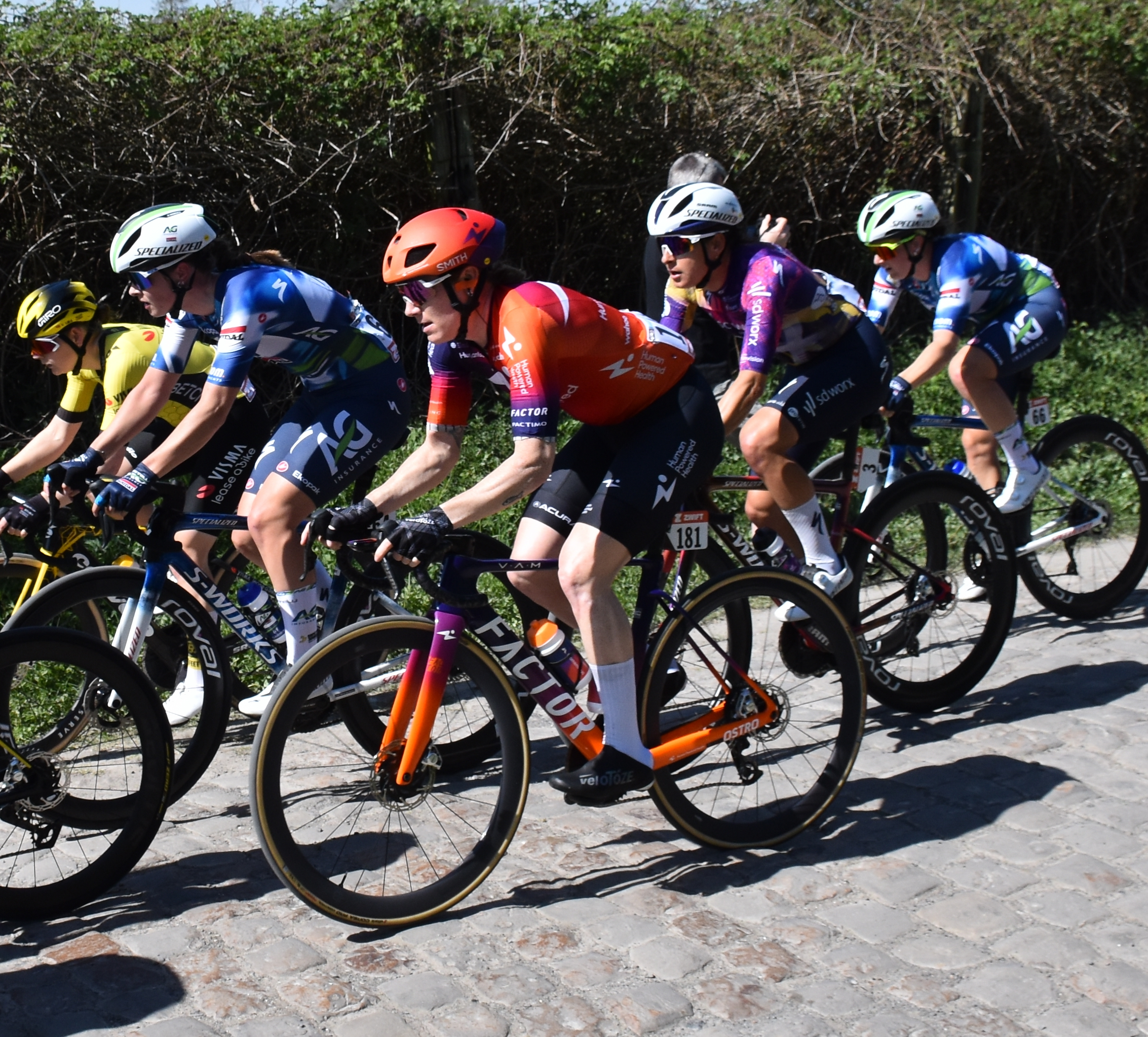
Lily Williams #181 lors de Paris-Roubaix 2025.

Lily Williams a commencé sa carrière sportive par l'athlétisme en tant que coureuse de demi-fond, notamment en cross-country. Elle bat le record du mile du lycée de Floride en réalisant 4 minutes et 42 secondes. En 2016, elle est diplômée de l'Université Vanderbilt avec des diplômes en biologie, en études latino-américaines et en anglais,. À cette période, elle décide d'arrêter la course à pied en raison d'un épuisement lié à la recherche d'un équilibre entre le sport, les études et la vie privée.
Lors de la rentrée 2016, elle déménage à Chicago pour ses études supérieures et commence à travailler dans un magasin de vélos. Un collègue la persuade de rejoindre un groupe cycliste local. En janvier 2017, elle termine deuxième du championnat national de cyclo-cross universitaire et remporte quelques mois plus tard une étape de la Joe Martin Stage Race sur route. Cette même année, elle obtient sa maîtrise en journalisme scientifique à l'Université Northwestern.
En 2018, Lily Williams décroche un contrat avec l'équipe cycliste Hagens Berman. Elle décidé de concourir en cyclisme dans plusieurs disciplines, prenant exemplse sur ses modèles Marianne Vos, Lucinda Brand, Jolanda Neff et Annika Langvad. Cependant, elle arrête le cyclo-cross après la saison 2028-2019 pour se concentrer sur le cyclisme sur piste et sur route. En 2019, elle remporte la poursuite par équipes aux Jeux panaméricains, avec Kimberly Geist, Christina Birch et Chloé Dygert. Le quatuor américain, avec une composition différente, décroche ensuite la médaille d'argent aux championnats panaméricains de Cochabamba. L'année suivante, elle remporte la poursuite par équipe lors de la manche de Coupe du monde à Milton avec Jennifer Valente, Chloé Dygert et Emma White.
En février 2020, elle est sacrée championne du monde de poursuite par équipes avec Valente, Dygert et White à Berlin. Aux Jeux olympiques de Tokyo, elle obtient la médaille de bronze sur la  poursuite par équipes, avec Megan Jastrab, Valente, White et Dygert. Membre de l'équipe Rally Cycling depuis 2020 (renommée Human Powered Health en 2022), elle se tourne davantage vers le cyclisme sur route après les Jeux olympiques. Elle participe, entre autres, aux trois grands tours. En 2024, elle se classe notamment troisième de la Nokere Koerse et de Dwars door de Westhoek.
En juin 2024, elle est sélectionnée pour les Jeux olympiques de Paris, où elle devient championne olympique de poursuite par équipes. Sur la course à l'américaine avec Jennifer Valente, elle rate de peu une médaille en terminant à la quatrième place.

## Palmarès sur piste

### Jeux olympiques
- Tokyo 2020
  -  Médaillée de bronze de la poursuite par équipes
- Paris 2024
  -  Championne olympique de poursuite par équipes
  - 4e de la course à l'américaine

### Championnats du monde
- Pruszków 2019

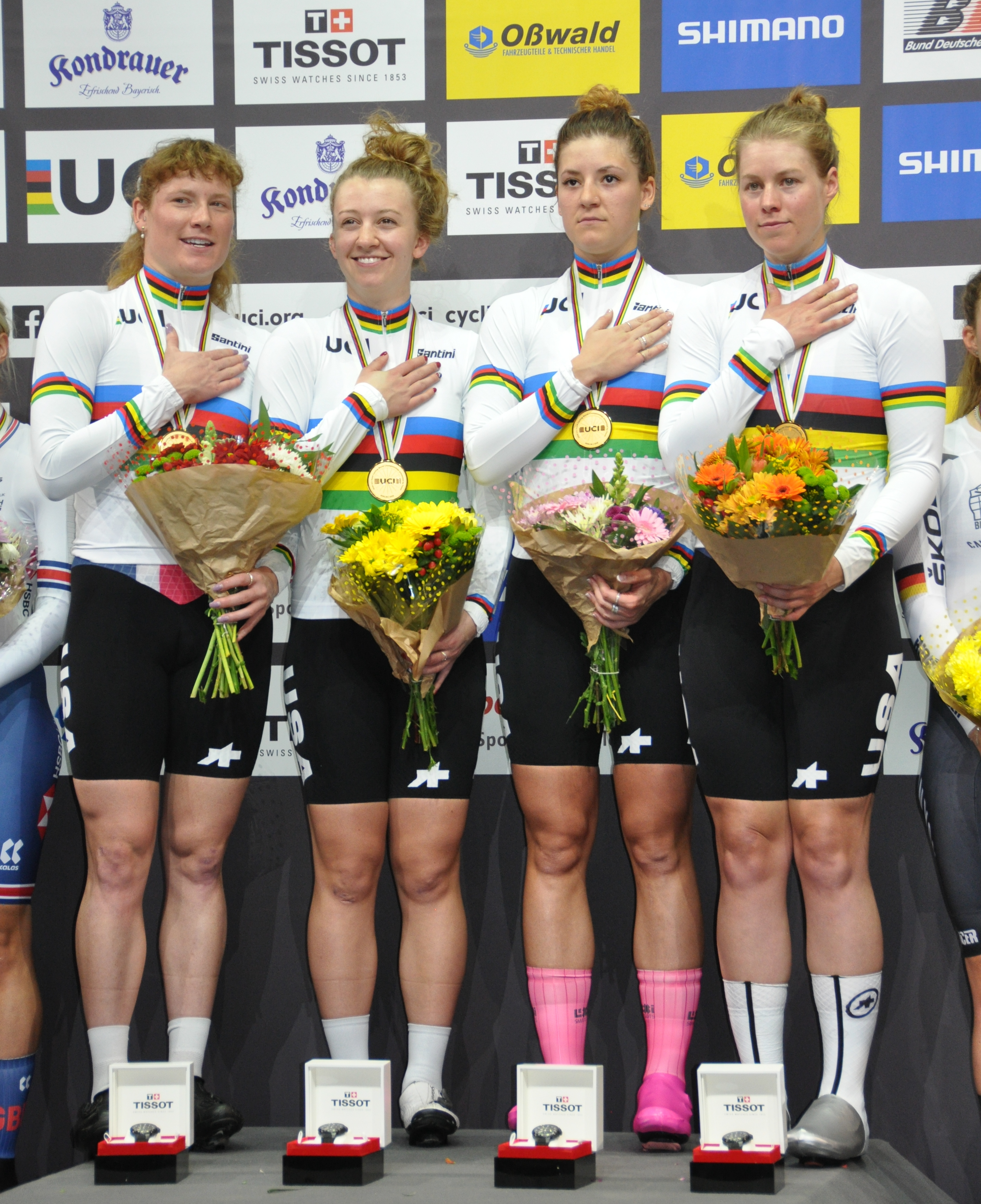
Les championnes du monde de poursuite par équipes en 2020 : Lily Williams, Emma White, Chloé Dygert et Jennifer Valente (de gauche à droite).

  - 7e de la poursuite par équipe[4]
- Berlin 2020
  -  Championne du monde de poursuite par équipes (avec Emma White, Chloe Dygert, Jennifer Valente)

### Coupe du monde
- 2019-2020
  - 1re de la poursuite par équipes à Milton (avec Christina Birch, Chloe Dygert et Jennifer Valente)

### Coupe des nations
- 2021
  - Classement général de la poursuite
  - 1re de la poursuite à Cali
- 2022
  - 3e de la poursuite par équipes à Milton
  - 3e de la course scratch à Milton
- 2024
  - 3e de l'américaine à Adélaïde
  - 3e de l'américaine à Milton

### Ligue des champions
- 2022
  - 3e de l'élimination à Palma
  - 3e de l'élimination à Berlin
- 2023
  - 1re du scratch à Palma
  - 1re du scratch à Berlin
  - 2e de la course scratch à Londres (I)
  - 3e de l'élimination à Palma

### Jeux panaméricains
- Lima 2019
  -  Médaillée d'or de la poursuite par équipes (avec Christina Birch, Kimberly Geist et Chloé Dygert)

### Championnats panaméricains
- Cochabamba 2019
  -  Médaillée d'argent de la poursuite par équipes

## Palmarès sur route

### Par années
- 2017
  - 3e étape de la Joe Martin Stage Race
- 2018
  - Winston-Salem Cycling Classic
  - 2e de la White Spot Delta Road Race
- 2024
  - 3e de la Nokere Koerse voor Dames
  - 3e de Dwars door de Westhoek
- 2025
  - 6e du Copenhagen Sprint
  - 7e de Gand-Wevelgem

### Résultats sur les grands tours

#### Tour de France
3 participations
- 2022 : 98e
- 2024 : non-partante (7e étape)
- 2025 : 70e

#### Tour d'Italie
1 participation
- 2023 : 80e

#### Tour d'Espagne
2 participations
- 2024 : 54e
- 2025 : abandon (7e étape)

### Classements mondiaux
| Année                                 | 2017 | 2018 | 2019 | 2020 | 2021  | 2022 | 2023 | 2024 |
| ------------------------------------- | ---- | ---- | ---- | ---- | ----- | ---- | ---- | ---- |
| Classement UCI                        | 372e | 104e | 321e | 600e | 1097e | 246e | 214e | 131e |
| UCI World Tour                        | nc   | 168e | nc   | 167e | nc    | 120e | 190e | 156e |
|                                       |      |      |      |      |       |      |      |      |
| Légende : nc = non classéSource : UCI |      |      |      |      |       |      |      |      |

## Palmarès en cyclo-cross
- 2018-2019
  - North Carolina Grand Prix #1, Hendersonville